# Pingasa pallidata
Pingasa pallidata är en fjärilsart som beskrevs av Joannis 1912. Pingasa pallidata ingår i släktet Pingasa och familjen mätare. Inga underarter finns listade i Catalogue of Life.